# Pietro Belluschi
Pour les articles homonymes, voir Belluschi.

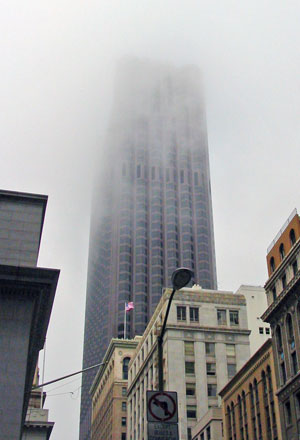

Pietro Belluschi (né le 18 août 1899 à Ancône – mort le 14 février 1994 à Portland) est un architecte américain et l'un des chefs de file du mouvement moderne. Il a conçu plus de 100 bâtiments.
Il est lauréat en 1954 du prix de Rome américain (Rome Prize) en architecture.

## Réalisations
- 555 California Street à San Francisco, 1969
- Juilliard School dans le Lincoln Center, New York
- Commonwealth Building à Portland, Oregon,
- Cathédrale Saint Mary of the Assumption à San Francisco avec Pier Luigi Nervi
- Pan Am Building à New York avec Walter Gropius
- Portland Art Museum à Portland, Oregon,
- Portsmouth Abbey School (Rhode Island)